# 알파 (영화)
"알파"(Alpha)는 2025년 개봉 예정인 프랑스의 바디 호러, 드라마 영화이다. 쥘리아 뒤쿠르노가 감독과 각본을 맡았다. 제78회(2025년) 칸 영화제 황금종려상 경쟁후보작이다.